# Yves Bilodeau
Yves Bilodeau (* 7. Februar 1962 in Québec) ist ein ehemaliger kanadischer Skilangläufer.

## Werdegang
Bilodeau lief bei den nordischen Skiweltmeisterschaften 1987 in Oberstdorf auf den 57. Platz über 15 km klassisch, auf den 35. Platz 30 km klassisch und auf den achten Rang mit der Staffel. Im folgenden Jahr kam er bei den Olympischen Winterspielen in Calgary auf den 35. Platz über 30 km klassisch, auf den 34. Rang über 15 km klassisch und auf den neunten Platz mit der Staffel. Seine besten Platzierungen bei den nordischen Skiweltmeisterschaften 1989 in Lahti waren der 18. Platz über 30 km klassisch und der neunte´ Platz mit der Staffel und bei den nordischen Skiweltmeisterschaften 1991 im Val di Fiemme der 26. Platz über 15 km Freistil und der 11. Rang mit der Staffel. Im Dezember 1989 holte er in Canmore mit dem 14. Platz über 50 km klassisch seine einzigen Weltcuppunkte und erreichte damit dem 54. Platz im Gesamtweltcup. Bei den Olympischen Winterspielen 1992 in Albertville belegte er den 59. Platz über 30 km klassisch, den 45. Rang in der Verfolgung und den 42. Platz über 10 km klassisch. Zudem errang er dort zusammen mit Dany Bouchard, Wayne Dustin und Darren Derochie den 11. Platz in der Staffel. Seine besten Ergebnisse bei den nordischen Skiweltmeisterschaften 1993 in Falun waren der 62. Platz in der Verfolgung und der 14. Rang mit der Staffel. Bei den nordischen Skiweltmeisterschaften 1995 in Thunder Bay lief er auf den 55. Platz über 50 km Freistil, auf den 49. Rang über 30 km klassisch und auf den zehnten Platz mit der Staffel. Sein letztes internationales Rennen absolvierte er bei den Olympischen Winterspielen 1998 in Nagano. Dort belegte er den 75. Platz über 10 km klassisch.

## Teilnahmen an Weltmeisterschaften und Olympischen Winterspielen

### Olympische Spiele
- 1988 Calgary: 9. Platz Staffel, 34. Platz 15 km klassisch, 35. Platz 30 km klassisch
- 1992 Albertville: 11. Platz Staffel, 42. Platz 10 km klassisch, 45. Platz 15 km Verfolgung, 59. Platz 30 km klassisch
- 1998 Nagano: 75. Platz 10 km klassisch

### Nordische Skiweltmeisterschaften
- 1987 Oberstdorf: 8. Platz Staffel, 35. Platz 30 km klassisch, 57. Platz 15 km klassisch
- 1989 Lahti: 9. Platz Staffel, 18. Platz 30 km klassisch, 19. Platz 15 km klassisch, 25. Platz 15 km Freistil
- 1991 Val di Fiemme: 11. Platz Staffel, 26. Platz 15 km Freistil, 36. Platz 10 km klassisch, 47. Platz 30 km klassisch
- 1993 Falun: 14. Platz Staffel, 62. Platz 15 km Verfolgung, 65. Platz 30 km klassisch, 67. Platz 10 km klassisch
- 1995 Thunder Bay: 10. Platz Staffel, 49. Platz 30 km klassisch, 55. Platz 50 km Freistil